# Блекпул (футбольний клуб)
Футбольний клуб «Бле́кпул» (англ. Blackpool Football Club) — англійський футбольний клуб з міста Блекпул. Створений у 1887 році. Домашні матчі проводить на стадіоні «Блумфілд Роуд». Кольори клубу — оранжево-сіро-білі. За підсумками сезону 2009/10 зайняв 6-е місце в Чемпіонаті, виграв плей-оф і вийшов в Прем'єр-лігу. Найвидатніше досягнення клубу — перемога у Кубку Англії у 1953 році.
У складі «Блекпула» грав перший в історії володар «Золотого м'яча» сер Стенлі Меттьюз.

## Досягнення
- Чемпіони другого дивізіону: 1929/30
- Володар Кубка Англії: 1952/53
- Володар Англо-італійського кубка: 1971
- Володар Трофею Футбольної ліги (2): 2002, 2004